# Li Lisan
Li Lisan, född 1899 i Liling, död 1967 i Peking, var en av de tidiga ledarna i Kinas kommunistiska parti och var partiets tillförordnade generalsekreterare från 1929 till 1930.
Han kom från en ämbetsmannafamilj i Hunan och lärde känna studentaktivisten Mao Zedong när han gick i skola i provinshuvudstaden Changsha. 1920 studerade han i Frankrike och gick där med i Kinas kommunistiska parti, men hans aktivism ledde till att han utvisades från landet 1921. Vid återkomsten till Kina blev han bekant med Chen Duxiu och drogs in i den spirande kinesiska arbetarrörelsen. Mao Zedong, som då hade ansvar för att organisera arbetarrörelsen i Hunan och Jiangxi, gav Li i uppdrag att organisera kolgruvearbetarna i Anyuan, som var beläget på gränsen till Hunan, mycket nära Lis födelseort Liling. Li spelade en nyckelroll i att leda två framgångsrika gruvarbetarstrejker tillsammans bland annat Liu Shaoqi.
Efter att Chiang Kai-shek inlett en utrensning av kommunisterna i slutskedet av Nordfälttåget fick Li Lisan i uppdrag att organisera det misslyckade Nanchangupproret mot Kuomintang i augusti 1927. Trots nederlaget steg han snabbt i partihierarkin och 1929 blev Li utnämnd till dess tillförordnade generalsekreterare. Han gjorde sig känd som förespråkare av den så kallade Li Lisan-linjen, enligt vilken arbetarklassen i städerna skulle ledas till uppror mot Kuomintang med stöd av Röda armén. På grund av Chiang Kai-sheks vita terror var dock kommunistpartiet försvagat i städerna och Lis nya linje ledde till bakslag för partiet. 1930 avsatte Komintern honom och han tvingades leva i exil i Sovjetunionen i 15 år. Under vistelsen i Sovjet gifte sig Li med Jelizaveta Pavlovna Kisjkina.

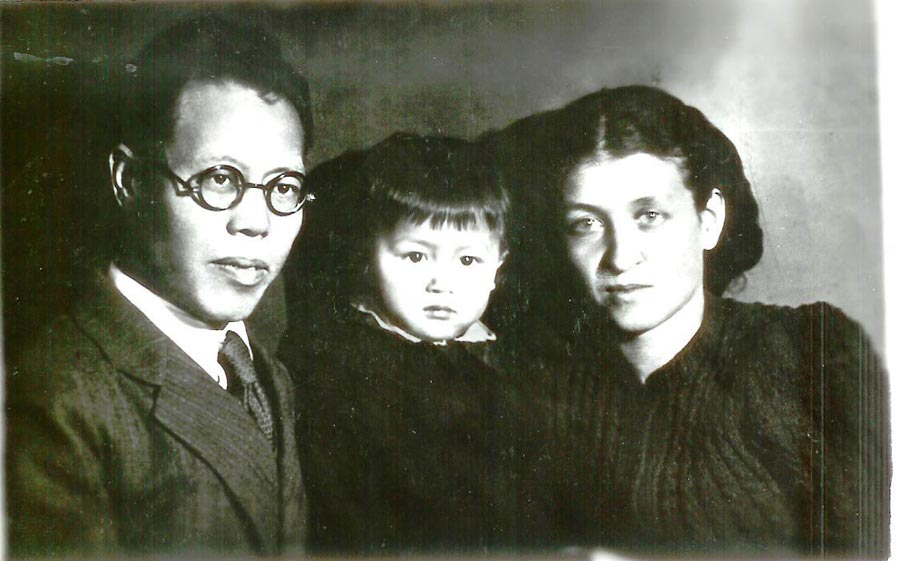
Li Lisan, hans hustru Jelizaveta och deras dotter efter återkomsten till Kina 1946.

1946 återvände han till Kina och återfick sin plats i centralkommittén i Kinas kommunistiska parti. Under inbördeskriget arbetade han under Lin Biao i Befrielsearméns operationer i Manchuriet.
Efter grundandet av Folkrepubliken Kina 1949 tjänstgjorde han som vice ordförande i Allkinesiska fackföreningsfederationen (1948-53) och som arbetsmarknadsminister i folkregeringen (1949-54).
Lis långa vistelse i Sovjetunionen och hans ryskfödda hustru, som just naturaliserats som kinesisk medborgare under namnet Li Sha (李莎), gjorde att rödgardister anklagade honom för bristande patriotism och för att förespråka om sovjetisk "revisionism" och 1967 tog han enligt oklara uppgifter livet av sig genom att ta en överdos sömntabletter. Hans hustru och hans två döttrar överlevde kulturrevolutionen och Jelizaveta började så småningom undervisa i ryska vid Beijing Foreign Studies University.